# Мидлтаун (фильм)
«Мидлтаун» (англ. Middletown) — один из первых фильмов режиссёра Брайана Кирка, который известен такими работами как: три эпизода сериала «Игра престолов», один эпизод «Декстера», два эпизода «Тюдоров», телефильм «Мой мальчик Джек» с Дэниэлом Рэдклиффом и другими. «Мидлтаун» резко критикует действия и отношения ирландского католического духовенства, сосредотачивая внимание на проповеднике с нарушенной психикой. Картина заняла второе место на кинофестивале Galway Film Fleadh в категории Feature Film Award в 2006 году и стала победителем в категории IFTA Award на кинофестивале Irish Film and Television Awards в 2007 году.

## Сюжет
Мидлтаун — родной город скромного проповедника Габриэля, где он вырос и провел школьные годы. Габриэль возвращается в Мидлтаун после долгого отсутствия связанного с его религиозным просвещением. Вернувшись, Габриэль начинает замечать что город превратился в пристанище разврата, порока и греха, и только он может всё исправить. Но в конце концов оказывается, что не так все просто, как кажется на первый взгляд.

## В ролях
| Актёр              | Роль             |
| ------------------ | ---------------- |
| Мэттью Макфэдьен   | Гэбриел Хантер   |
| Дэниэл Мейс        | Джим Хантер      |
| Ева Бертистл       | Кэролайн         |
| Джерард Максорли   | Билл Хантер      |
| Ричард Дормер      | Нед              |
| Дэвид Уилмот       | Сэмми            |
| Мик Лэлли          | преподобный Крэй |
| Сорча Кьюсак       | миссис Леннон    |
| Дэвид Херлихи      | Бэп Миллер       |
| Фрэнки Маккафферти | Поки             |
| Брона Галлахер     | Тесси            |
| Шарлин Маккенна    | Адель            |
| Мэри Смит Джонс    | Агнес            |
| Лалор Родди        | Бин              |
| Тайрон Маккенна    | молодой Гэбриел  |
| Ниал Райт          | молодой Джим     |
| Джон Джо Макнейлл  | молодой Нед      |
| Деклан Макги       | молодой Сэмми    |
| Ларри Кауэн        | житель деревни   |

## Выход фильма
Фильм вышел с заметным промежутком времени в разных странах. В США Мидлтаун впервые вышел на Кинофестивале «Трайбека», в Нидерландах на международном кинофестивале Film by the Sea, во Франции на кинофестивале британского кино в Динарде, а в Венгрии и Австралии фильм вышел на ТВ.
| США            | 28 апреля 2006 года  |
| Ирландия       | 15 июля 2006 года    |
| Нидерланды     | 15 июля 2006 года    |
| Франция        | 5 октября 2006 года  |
| Великобритания | 2 марта 2007 года    |
| Венгрия        | 19 декабря 2008 года |
| Австралия      | 3 января 2009 года   |